# Ciceu-Corabia, Bistrița-Năsăud
Ciceu-Corabia este un sat în comuna Ciceu-Mihăiești din județul Bistrița-Năsăud, Transilvania, România.

## Istoric
Prima atestate documentară a satului este din 1467 unde apare sub numele Wÿfalw, dar există surse despre Cetatea Ciceu chiar din 1283. Alte atestări sunt din 1595, satul apărând cu numele Wyfalw-Korabia, apoi din 1653 cu numele Cziczo Uyfalu. Sufixul „-Corabia” se referă la faptul că dogele și târnăcopurile pentru corăbiile folosite în comerțul cu sare din Dej erau fabricate aici. În schimb numele Ciceu vine probabil de la un nume propriu de origine slavă.
Ciceu-Corabia aparținea inițial moșiei Cetății Ciceu și apoi Gherla, dar din secolul al XVIII-lea a fost deținută de mai multe familii nobiliare (Lázár, Bethlen, Teleki). În secolul al XVI-lea s-a format aici și o parohie unitară.
Avea o comunitate românească bogată; În 1866, au fost numărate 91 de familii de fermieri mici. Pe lângă agricultură, locuitorii satului erau implicați în fabricarea de pietre de moară, care era principala lor sursă de venit. În 1779, iobagii și jelerii au încheiat un acord cu familia proprietară Bethlen pentru a înlocui corvoada cu tăiatul pietrei de moară. Aceste utilaje produse la Ciceu-Corabia erau considerate ca cele mai bune din tot Ardealul.
Înainte de a face parte din România, satul era administrat de Comitatul Solnoc-Dăbâca, în contextul Regatului Ungariei.

## Sursă
- Dr. Kós Károly: Piatra de moară de la Ciceu. Eszköz, munka, néphagyomány (trad: Unelte, muncă, tradiție populară), București, 1979.